# Longford Hall, Shropshire
Longford Hall är en stor herrgård i Longford, en by i Shropshire, England nära staden Newport, uppförd 1794 - 1797  för Ralph Leeke som var politisk agent för ostindiska kompaniet, ritad av Joseph Bonomi, som hade samarbetat med Robert och James Adam. Hallen är klass II* listad med English Heritage och används numera som internatskola för pojkar.

## Byggnadshistorik
Longford Hall byggdes 1275 av Adam de Brompton och ägdes av Earl of Shrewsbury. I april 1644 intogs det av rojalister och revs därefter. 
Den nuvarande byggnaden är placerad ovanpå en låg byggnad med utsikt ser över jordbruksmark mot Lilleshall-monumentet som är omgivet av gravplatser. Som med många sådana byggnader är de första 30 meterna framför hallen välskött gräs, kantad av en ha-ha som hindrade djur från att komma in. Det finns en liten serie trädgårdar med bland annat en "quad". Bakom hallen finns ett antal byggnader runt ett centralt torg med ett duvslag som en gång utgjorde gårdens ekonomidel. Dessa byggnader renoverades och omvandlades varsamt till bostäder mellan 2001 och 2004. Den centrala duvslaget är runt och utgör en ovanlig bostad.
Hallen och markerna ägs för närvarande av Haberdashers’ Adams School och används av dem som skolans elevhem och idrottsplatser. En del mark såldes av 2000 för byggnation av privatbostäder – nu bostadsområdet "Longford Park". För att ta sig mellan skolan och hallen åker man ungefär en mile på Longford Road.

## Longford Lake
Bortanför spelplanerna, cirka 500 meter, ligger Longford Lake. Denna stora konstgjorda damm används för privat fiske av skolan och inrymmer en mängd olika fiskarter, som till exempel karp. 

## Kända privatboende
Den förste markisen av Abergavenny (1826-1915), vars mor Caroline var en dotter till Ralph Leeke, föddes här.
Herrgården hyrdes från 1894 av affärsmannen och konservative politikern Edward Brocklehurst Fielden (1857-1942) innan han köpte och flyttade till Condover Hall.